# Wernyhorodok
Wernyhorodok, Wernyhorodek – wieś na Ukrainie, w obwodzie winnickim, w rejonie koziatyńskim.